# Mestre Adolfo
Adolfo Lopes da Costa (Quixadá, começo da década de 1920 — 18 de junho de 1997 foi um mecânico, poeta[carece de fontes?] e músico[carece de fontes?] brasileiro. É um dos mais conhecidos cegos do Ceará.
De origem humilde, quando jovem foi estudar em Fortaleza, onde aprendeu a trabalhar com mecânica, procurando engajar-se nas poucas oficinas existentes naquele período. Trabalhou nas oficinas da antiga Rede de Viação Cearense. Desestimulado pelo baixo salário decidiu voltar para Quixadá. Obteve destaque consertando motores na região onde montou uma oficina.
Em 1932, chegou à cegueira total. No começo perdeu muitos de seus clientes e, tendo bastante dificuldade para sobreviver, começou a construir maquetes, chegando a criar uma da cidade de Quixadá.
Um dos momentos mais inusitados de sua vida ocorreu em 1935, quando o padre Luis Rocha decidiu comprar um cinema falado vindo de Recife, o que na época seria o primeiro cinema falado da região de Quixadá. Apesar do técnico ter tentado instalar os equipamentos, não obteve sucesso, e o cinema não conseguiu emitir som. Como única alternativa, o padre resolveu chamar o Mestre Adolfo. Mesmo descrente, o sacerdote convidou Adolfo que, mesmo cego, conseguiu colocar áudio no cinema.
Ele também chegou a montar um aparelho de rádio tão potente que tinha alcance suficiente para captar até a Rosa de Tóquio, emissora do Japão, durante a Segunda Guerra Mundial. Francisco Pessoa, financiou a compra dos equipamentos para montar o aparelho.

A cidade de Quixadá possui um cinema em sua homenagem.